# Albert von Boguslawski
Albert Karl Friedrich Wilhelm von Boguslawski (né le 24 décembre 1834 à Berlin et mort le 7 septembre 1905) est un général de corps d'armée prussien et écrivain militaire.

## Biographie

### Origine
Ses parents sont le président du tribunal régional supérieur Wilhelm von Boguslawski (1803-1874) et sa femme Wassilissa, née Roedlich (1809-1894), une fille du général de division prussien Hieronymus Roedlich (de). Le général de division prussien Carl Andreas von Boguslawski est son oncle.

### Carrière
En 1852, il intègre l'armée prussienne comme mousquetaire et sert dans le 10e régiment de grenadiers à Posen, devient officier en 1854 et combat dans la guerre des Duchés de 1864, la guerre austro-prussienne de 1866 et la guerre franco-prussienne de 1870/71, cette dernière en tant que commandant de compagnie dans le 5e corps d'armée. Il est alors colonel et commandant du 9e régiment de grenadiers. En 1891, il se retire du service actif en tant que lieutenant général.
En tant qu'écrivain militaire, Boguslawski souligne la position vulnérable de l'Empire allemand en cas de guerre sur deux fronts. Il publie sa fiction sous le pseudonyme de Friedrich Wernau. Il est ami avec l'écrivain et historien Felix Dahn.
Sa tombe se trouve dans l'ancien cimetière de garnison de Berlin, dans la Linienstraße.

### Famille
Il épouse Camilla Schmidt (1848-1920) en 1869, une parente du maître d'œuvre Carl von Gontard. Le couple a cinq enfants dont trois meurent jeunes :
- Annemarie Wilhelmine Eva (née en 1884)
- Heinrich Karl Andreas (né en 1889)

## Travaux
- Le développement de la tactique de 1793 à nos jours. 2. édition. Berlin 1873-1878 (4 tomes). Band 1 , Band 2 , Band 3
- Conclusions tactiques de la guerre 1870/71. 2. édition. Berlin 1872 (traduit en anglais, italien et russe). Digitalisat
- l'éducation et la discipline. Berlin 1872. Digitalisat
- Formation et inspection ou escouade de recrutement et compagnie. 2. édition. Berlin 1883.
- La vie du général Dumouriez . Berlin 1879 (2 volumes). Band 1 , Band 2
- Les trois armes principales dans la forme et la nature. Berlin 1880.
- La petite guerre et sa signification pour le présent. Berlin 1881. Digitalisat
- Le style d'escrime de tous les temps Berlin 1882.
- Conception, direction et exécution des manœuvres de terrain. Berlin 1883. Digitalisat
- L'évolution de la tactique depuis la guerre de 1870-71. 3. édition. Berlin 1885. ( Numériser Vol. 1, PDF )
- De la cour prussienne et de la société diplomatique. (Rédaction), Berlin 1885.
- La campagne anglaise contre Copenhague au printemps 1801, Digitalisat
- La nécessité du service de deux ans, 1891, Digitalisat
- Le concept d'honneur dans le grade d'officier . Schall & Grund, Berlin 1896. Digitalisat
- L'Honneur et le Duel . 1. édition. Schall & Grund, Berlin 1896. (2e, compte tenu de la dernière réglementation et des événements les plus récents, retravaillé. édition. 1897 ( Digitalisat )).
- Discussions stratégiques autour des principes prônés par le général von Schlichting . Publié par R. Eisenschmidt, Berlin 1901.